# Carlos Horacio Urán Rojas
Carlos Horacio Urán Rojas (Angelópolis, Antioquia, 7 de mayo de 1942-Bogotá, 7 de noviembre de 1985) fue un abogado, politólogo e historiador colombiano, asistente del Consejo de Estado. 

## Biografía
Carlos Urán no solo era abogado sino también politólogo e historiador. Había estudiado en la Universidad de Antioquia y la Universidad de la República y fue líder estudiantil católico, ligado a los grupos que dieron origen a la teología de la liberación.

## Magistrado Auxiliar del Consejo de Estado
Como magistrado auxiliar del Consejo de Estado, algunas de las sentencias en las que participó Urán mantienen vigencia y marcaron la doctrina jurídica colombiana. Antes de morir, la Corte Suprema de Justicia y el Consejo estaban emitiendo fallos condenatorias contra las fuerzas armadas por el caso de Olga López de Roldán y de miles de civiles y guerrilleros torturados y asesinados en batallones militares, como parte del Estatuto de Seguridad del presidente Julio César Turbay.

## Muerte
Tras la toma del Palacio de Justicia del 6 y 7 de noviembre de 1985, el cadáver de Urán fue hallado en una morgue de Bogotá junto a cuerpos de otras personas que murieron durante la retoma. En el informe de la Comisión de la Verdad está consignado que Urán murió de un tiro de gracia de un arma calibre 9 milímetros y el cadáver fue lavado antes de ser hallado en la morgue del Instituto de Medicina Legal. En  2007 se reveló que la billetera y otros efectos personales de Urán aparecieron en una bóveda secreta del Cantón Norte del Ejército, en Bogotá. La billetera estaba perforada por un disparo y, según la versión de sus familiares a la Fiscalía, el magistrado auxiliar solía llevarla en el bolsillo izquierdo de su saco, por lo que los familiares presumen una ejecución en las instalaciones militares y el posterior traslado del cuerpo al Palacio de Justicia en ruinas.